# 日本アイスホッケー連盟会長杯
日本アイスホッケー連盟会長杯（にほんアイスホッケーれんめいかいちょうはい）は、日本アイスホッケー連盟が主催して開催されている社会人アイスホッケーの全国大会。
2013年2月に第1回大会を開催。参加資格を有するのはアジアリーグアイスホッケー所属チームを除く社会人アイスホッケーチームで、ブロック別の出場枠は北海道4チーム、東北3チーム、東京2チーム、 関東2チーム、北信越東海1チーム、近畿1チーム、 
中四国1チーム、九州1チーム、開催地1チーム。
大会の方式はトーナメント方式で、優勝チームには翌年度の全日本アイスホッケー選手権出場権が与えられる。
2018年度の第7回大会（2019年3月開催）まで開催した後、2019年度（2020年3月開催）からは全日本アイスホッケー選手権（B）として開催することとなった

## 結果
| 回 | 年   | 開催地 | 決勝戦                               | 決勝戦 | 決勝戦                         | 備考 |
| 回 | 年   | 開催地 | 優勝チーム                           | スコア | 準優勝チーム                   | 備考 |
| -- | ---- | ------ | ------------------------------------ | ------ | ------------------------------ | ---- |
| 1  | 2013 | 愛知県 | チームハセガワ(初)                   | 8-4    | タダノアイスホッケークラブ     |      |
| 2  | 2014 | 東京都 | トヨタ自動車北海道センチュリーズ(初) | 5-2    | 香川アイスフェローズ           |      |
| 3  | 2015 | 岩手県 | 釧路厚生社アイスホッケークラブ(初)   | 5-2    | 苫小牧市役所                   |      |
| 4  | 2016 | 青森県 | 釧路厚生社アイスホッケークラブ(2)    | 5-2    | 新日鐵住金室蘭                 |      |
| 5  | 2017 | 東京都 | 釧路厚生社アイスホッケークラブ(3)    | 6-3    | 青い森信用金庫                 |      |
| 6  | 2018 | 青森県 | DYNAX(初)                            | 4-3    | 新日鐵住金室蘭アイスホッケー部 |      |
| 7  | 2019 | 岡山県 | DYNAX(2)                             | 5-0    | 新日鐵住金室蘭アイスホッケー部 |      |